# Ernest Haskell
Pour les articles homonymes, voir Haskell (homonymie).
Ernest Haskell (1876-1925) est un peintre, graveur et illustrateur américain. Graphiste autodidacte à succès, sa production de gravures originales a été redécouverte à partir des années 1970.

## Biographie

### Un illustrateur autodidacte
Ernest Haskell est né le 30 juin 1876 à Woodstock (Connecticut), de parents fermiers. Durant sa jeunesse, il passe son temps à dessiner et tandis qu'il prépare son entrée à l'université Yale, le responsable du journal Mail & Express (New York) lui commande en 1895 des illustrations. Le jeune-homme connaît alors un début de carrière d'illustrateur assez fulgurant : il s'installe à Manhattan et produit un grand nombre de dessins pour le quotidien New York Journal-American, mais aussi pour des couvertures de magazines comme Truth, Scribner's, The New York Sunday Journal, Pearson's, Collier's Weekly, etc., ainsi que de remarquables affiches publicitaires lithographiées pour certains de ces titres.

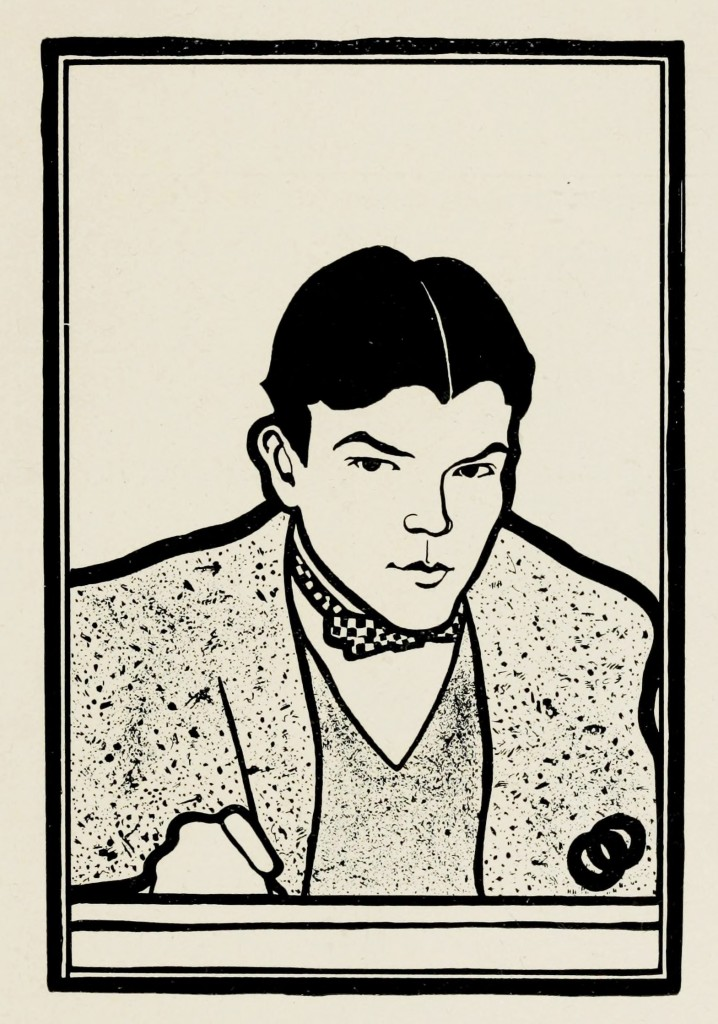
Autoportrait (1897).

Totalement autodidacte, Haskell décide alors d'effectuer un premier voyage à Paris, attirer par l'explosion de l'Art nouveau et aussi pour se perfectionner dans certaines techniques graphiques dont la gravure. En 1897, il s'inscrit à l'Académie Julian, et s'essaye au monotype. C'est de cette époque que date son autoportrait, très inspiré de Félix Vallotton, mais qui s'inscrit également dans la tradition anglaise du trait noir au blanc. Il abandonne assez vite l'école et retourne travailler à New York. La photographe newyorkaise Zaida Ben-Yusuf, portraitiste alors en vogue, exécute son portrait en septembre 1899 pour le magazine The Critic. L'imprimeur Henry Atwell Thomas lui commande des travaux et il est considéré peu ou prou à l'égal d'un Maxfield Parrish, de six ans son aîné.

### Le graveur, entre Paris et New York

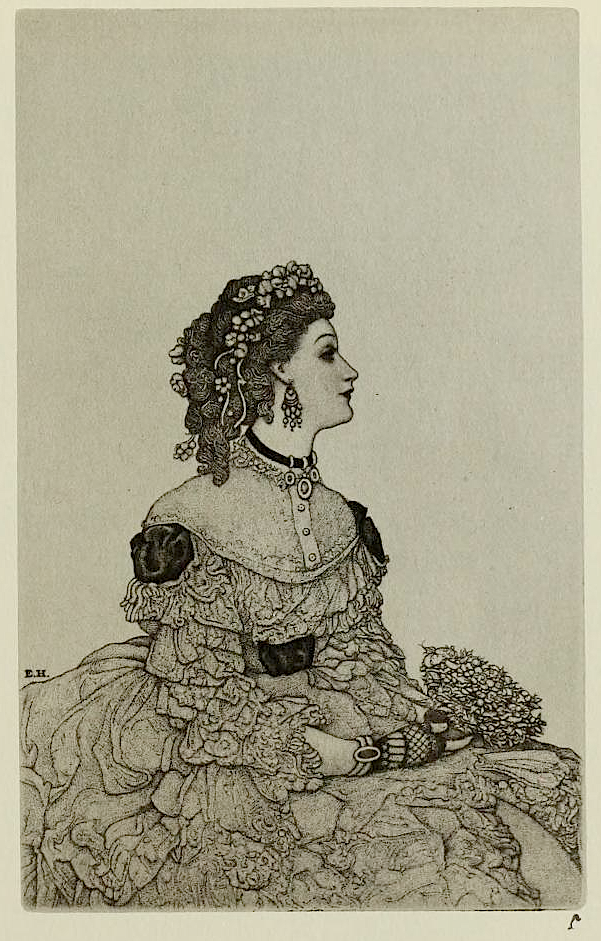
Amelia (avant 1910), gravure au criblé et à l'acide.

De 1900 à 1902, il rencontre ensuite le peintre Whistler durant son deuxième séjour dans la capitale française, qui l'encourage à se servir de la plaque de cuivre pour graver ses dessins. L'eau-forte, le burin, la pointe sèche n'ont alors plus de secret pour lui, et il se sert même de ces techniques pour exprimer des portraits en caricatures. Sa première eau-forte parisienne s'intitule Daphné, elle a été tirée sur les presses de Lamour rue de la Harpe. Juste après, Haskell produit les cuivres de The Paris Set, pour une suite de douze eaux-fortes de petits formats.
En 1903, de retour à New York, et tout en continuant à travailler pour la presse, il se lance alors dans l'expérimentation d'une technique de gravure quasi oubliée depuis le XVIe siècle, et proche du criblé et de l'entaille : au lieu de graver la plaque par traits continus, Haskell dessine les contours et les différentes tonalités avec un nombre infini de minuscules traits gravés au burin. Seules trois gravures furent totalement exécutées selon cette technique (très laborieuse), à savoir Amelia, Arabella et Mary Baker Eddy, trois portraits de femme. Pour ses autres compositions, Haskell combina ensuite cette technique à d'autres.

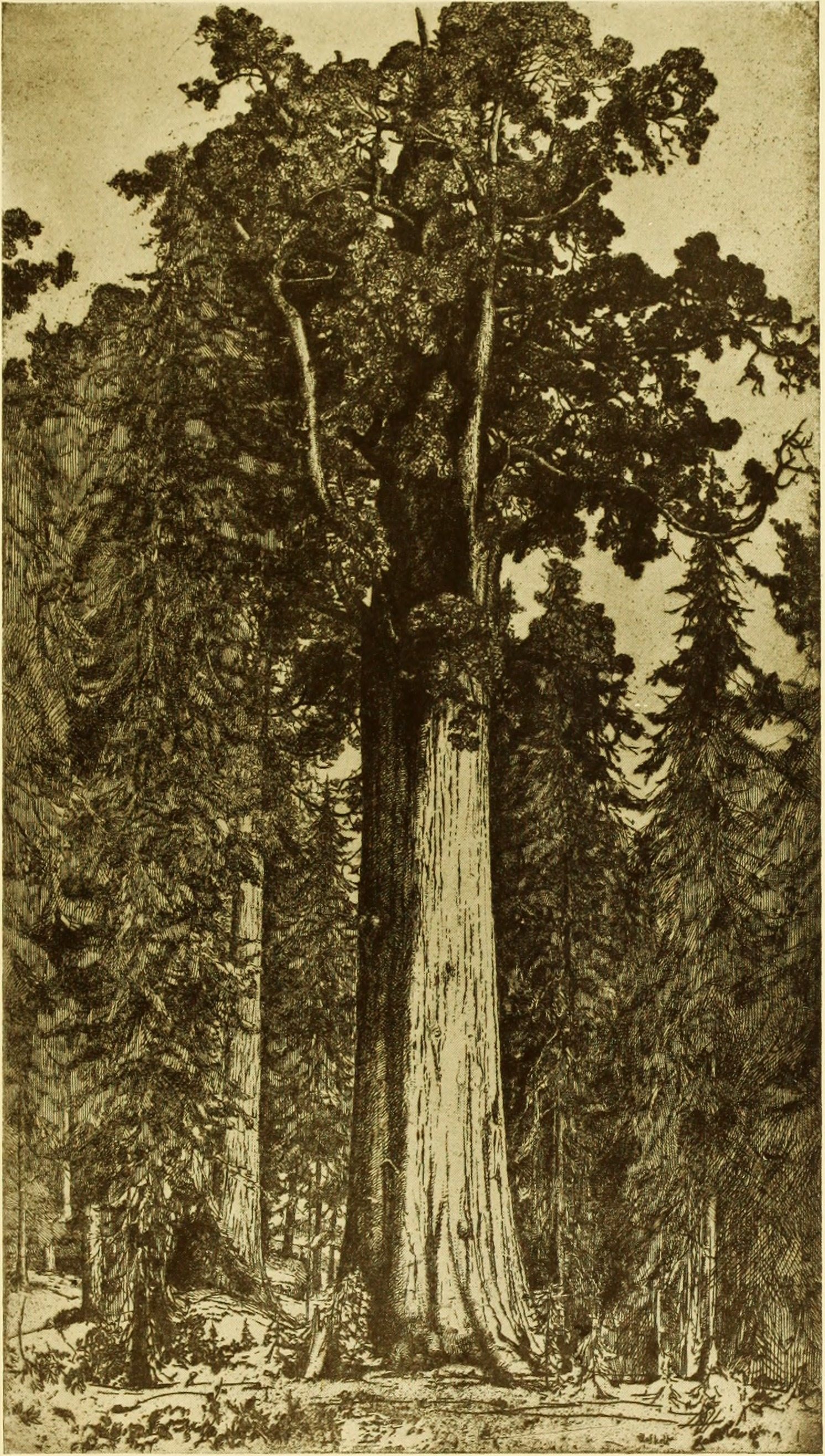
The General Sherman, Sequoia National Park (eau-forte, avant 1916).

Durant les hivers, à partir de 1906, Haskell prend l'habitude de séjourner en Californie et en Floride. Il en rapporte une suite de paysages et de portraits d'arbres, qui furent exposés en 1916 à New York dans la Galerie 291 dirigée par le moderniste Alfred Stieglitz. Il expose également au Pratt Institute, à la Berlin Photographic Company, et à l'Art Institute of Chicago.

### Un artiste du Maine
En 1915, la Metro Pictures (ancêtre de la MGM) l'engage comme illustrateur d'affiches de films.
Fin 1917, l'Armée américaine le contacte[réf. incomplète] pour qu'il participe à l'effort de guerre : il travaille au service du camouflage (Camouflage Unit Department) des navires et des uniformes.
Fin 1918, l'épidémie de grippe espagnole emporte sa femme avec qui il était marié depuis quinze ans : avec ses deux enfants, il se réfugie en Californie.
Par le biais de la photographe Dorothea Lange, il rencontre en 1920 Emma Loveland Laumeister et se marie à San Francisco, puis le couple s'installe dans le Maine, à Phippsburg, où Haskell compose là aussi une série de gravures paysagères. Il se remet également à la peinture.
C'est en revenant d'une exposition de ses peintures à la Macbeth Gallery de New York, qu'il est victime d'un accident de voiture sur la route du Maine le 1er novembre 1925,.

## Postérité
La célébration en 1976 du centenaire de sa naissance fut l'occasion aux États-Unis de nombreuses grosses expositions dont trois eurent lieu à la Honolulu Museum of Art, au Bowdoin College Museum of Art (Brunswick), et à la New York Public Library.
En 1981, la galerie new-yorkaise Associated American Artists (en) présente l'ensemble de ses gravures : l'inventaire laisse apparaître 123 pièces gravées et 29 affiches.
En 2011, le Mead Art Museum du Amherst College organise une vaste rétrospective de ses affiches, peintures et gravures.
Ses œuvres sont principalement conservées au Metropolitan Museum of Art, au Smithsonian, au musée des beaux-arts de San Francisco et au Philadelphia Museum of Art.

## Galerie

Six eaux-fortes d'Haskell, extraites de « The Paris Set » (1903-1910)
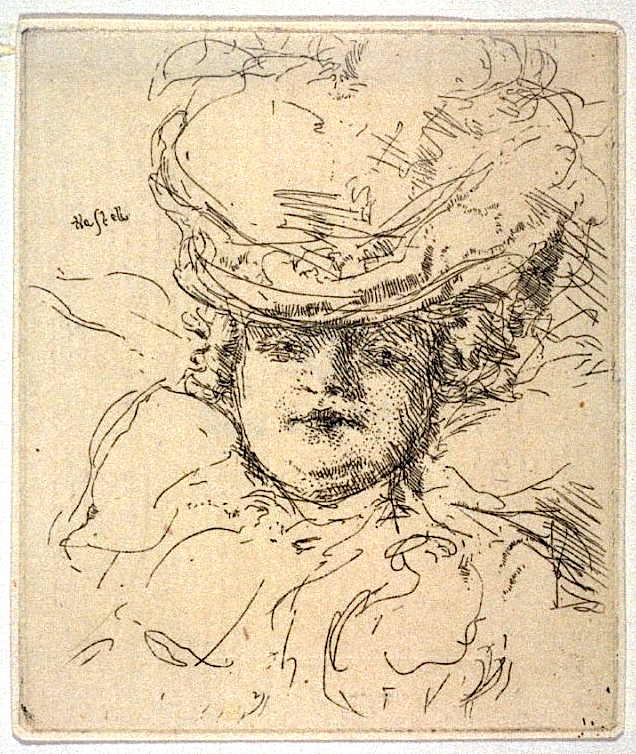
Boule Miche
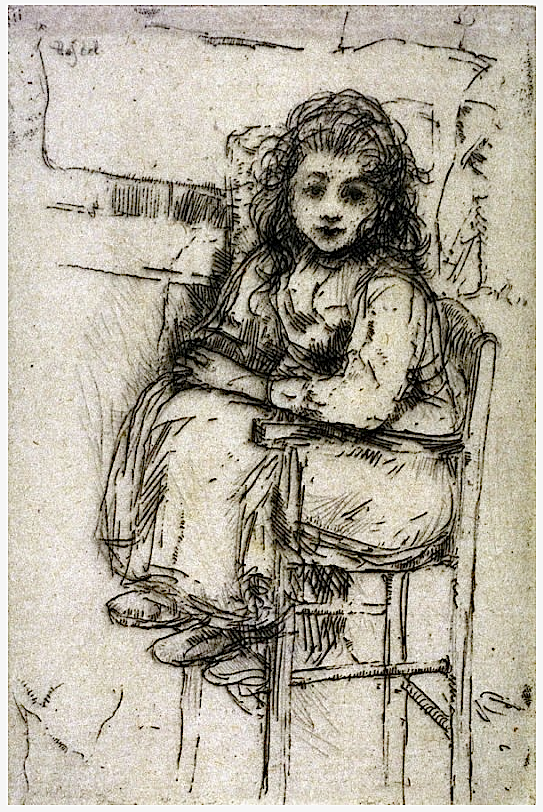
Child
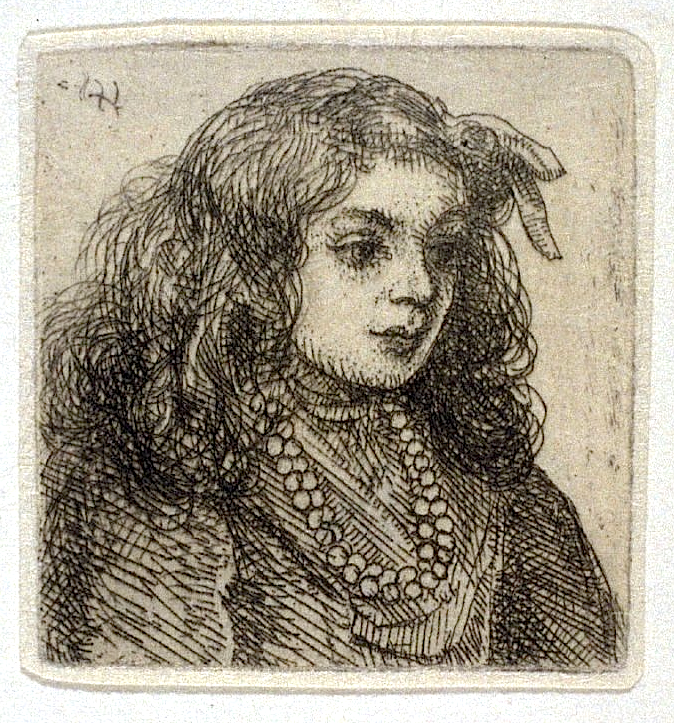
Carmen
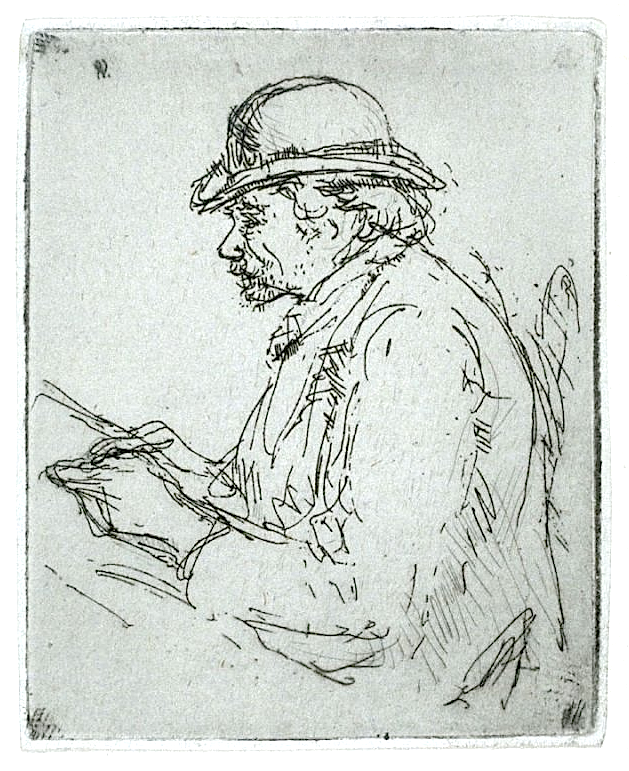
The Café Artist
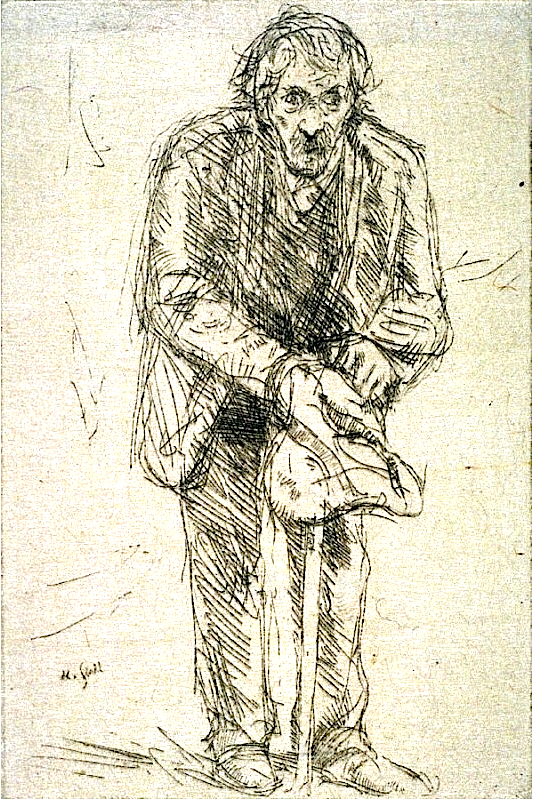
The Old Lunatic
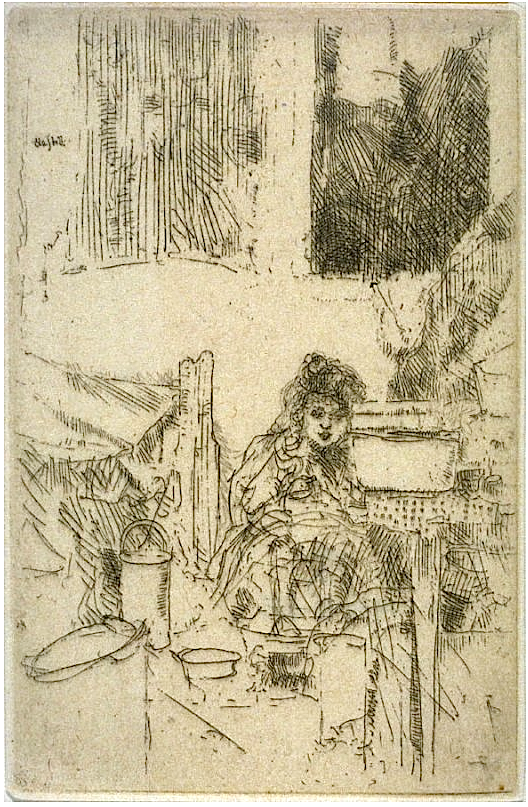
The Scavenger's Daughter